# Fucheng (köping i Kina, Guangxi, lat 22,69, long 109,27)
Fucheng (kinesiska: 附城, 附城镇) är en köping i Kina. Den ligger i den autonoma regionen Guangxi, i den södra delen av landet, omkring 99 kilometer öster om regionhuvudstaden Nanning.
Genomsnittlig årsnederbörd är 2 217 millimeter. Den regnigaste månaden är juli, med i genomsnitt 400 mm nederbörd, och den torraste är januari, med 45 mm nederbörd.